# ローリー・サザーランド
ローリー・サザーランド（Rory Sutherland、1992年8月24日 - ）は、ユナイテッド・ラグビー・チャンピオンシップグラスゴー・ウォリアーズに所属するラグビー選手。

## プロフィール
- スコットランド・メルローズ出身。
- ポジションはプロップ(PR)。
- 身長 183cm、体重 118kg
- スコットランド代表キャップ数は20(2022年10月現在)。
- ブリティッシュ・アンド・アイリッシュ・ライオンズに選ばれたことがある[1]。

## 略歴
2014年、エディンバラに加入。
2021年、ウスター・ウォリアーズに加入。
2022年、ウスター・ウォリアーズ破産による活動休止に伴い、アルスターに短期契約で加入。
その後オヨナを経て、2024年、グラスゴー・ウォリアーズに加入。